# باد دورهايم
باد دورهايم (بالألمانية: Bad Dürrheim) هي location with spa، ، مدينة وبلدة ألمانية تقع في ألمانيا في Regierungsbezirk Freiburg.[بحاجة لمصدر] يقدر عدد سكانها بـ 12,832 نسمة .

## المدن التوأمة
مدن Hajdúszoboszló، Enghien-les-Bains وسبوتورنو هي مدن توأمة لـباد دورهايم.